# Ticket to Mayhem
Ticket to Mayhem — второй студийный альбом  трэш-метал группы Whiplash, выпущен в 1987 году на лейбле Roadrunner Records. В 1998 году, лейбл Displeased Records переиздала альбом вместе с Power and Pain на одном диске.

## Список композиций
Все песни написаны Тони Портаро, кроме отмеченных.
| №                   | Название                                                        | Длительность |
| ------------------- | --------------------------------------------------------------- | ------------ |
| 1.                  | «Perpetual Warfare»                                             | 1:41         |
| 2.                  | «Walk the Plank» (Портаро, Джо Канжелози)                       | 4:23         |
| 3.                  | «Last Nail in the Coffin» (Портаро, Тони Боно)                  | 4:30         |
| 4.                  | «Drowning in Torment» (Портаро, Канжелози)                      | 3:48         |
| 5.                  | «The Burning of Atlanta»                                        | 4:51         |
| 6.                  | «Eternal Eyes (Last Nail in the Coffin Part 2)» (Портаро, Боно) | 3:20         |
| 7.                  | «Snake Pit»                                                     | 3:52         |
| 8.                  | «Spiral of Violence»                                            | 5:44         |
| 9.                  | «Respect the Dead»                                              | 3:09         |
| 10.                 | «Perpetual Warfare»                                             | 1:38         |
| Общая длительность: | Общая длительность:                                             | 37:31        |

## Участники записи
- Тони Портаро — вокал, гитара
- Тони Боно — бас-гитара
- Джо Канжелози — ударные